# Franz von Pocci
Franz Ludwig Evarist Alexander von Pocci (7. března 1807 Mnichov – 7. května 1876 Mnichov) byl německý spisovatel, karikaturista, ilustrátor, hudební skladatel a překladatel. Autor her pro loutkové divadlo s hlavní postavou kašpárka Larifari, satirických komedií a frašek. Jeho práce pro loutkové divadlo mu přinesla přezdívku Kasperlgraf (Kašpárkový hrabě).

## Život
Franz von Pocci byl synem důstojníka italského původu hraběte Fabrizia Evaristo von Pocci (1766–1844), který vstoupil do bavorských služeb za kurfiřta Karla Theodora. Později byl jmenován generálporučíkem a vrchním hofmistrem královny Karolíny Bádenské. Jeho matka byla baronka Xaveria von Posch, dcera bavorského velvyslance v Drážďanech.  Po nástupu Ludvíka I. Bavorského na trůn v roce 1825 byla dvorní dámou jeho manželky, královny Terezy. Franz zdědil po matce výtvarné nadání, k jeho prvním učitelům patřili medailér a kovolijec J.B.Stiglmaier a malíř Joseph Schlotthauer.
Studoval práva v Landshutu a Mnichově a v roce 1826 se stal členem studentského bratrstva Corps Isaria. Působil jako právní koncipient ve Starnbergu a Dachau a poté jako vládní asistent v Mnichově. Zapojil se do společenského a kulturního života v Mnichově. Ve 23 letech se stal ceremoniářem Ludvíka I. Bavorského, kterého doprovázel na jeho cestách do Itálie a horských túrách po Alpách. Během nich pořizoval mnoho náčrtů a kreseb.
V roce 1834 se oženil s hraběnkou Albertine Marschall na Burgholzhausenu a Tromsdorfu, se kterou měl tři děti, Marii Elisabeth (1835–1913), která byla malířkou, Friedricha (1838–1899), který byl později královským komořím a císařským nadlesním ve Štrasburku, a Augusta Karla (1845–1925), který později zastával významné místo v bavorské armádě. Od roku 1842 trávil s rodinou léto na zámku Ammerland na Starnberském jezeře, který získal po otcově smrti. Pro své hosty a přátele pořádal loutková představení, v nichž se objevila postava Kašpárka.
Již za studií začal skládat drobné hudební skladby pro soukromé produkce. Na podnět Felixe Mendelssohna-Bartholdyho napsal svou jedinou zpěvohru Alchymista, která byla provedena roku 1840 mnichovskou Dvorní operou.
V letech 1837 až 1875 byl Franz von Pocci členem Mnichovské společnosti pro volný čas, pro kterou vytvořil mnoho kreseb a leptů. V roce 1847 byl jmenován dvorním hudebním ředitelem. Mnichovská univerzita mu v roce 1854 udělila čestný doktorát filozofie.  V roce 1864 ho Ludvík II. jmenoval královským vrchním komorníkem.
Pocci podporoval zakladatele loutkového divadla Josefa Leonharda Schmida, pro které vytvořil od roku 1858 četná loutková představení z materiálů starých německých lidových knih, pohádek, oper a divadelních her. Kromě toho navrhoval, popřípadě maloval kulisy, kreslil plakáty, vyzdoboval vstupenky, psal hudební vložky, prology a mezihry.

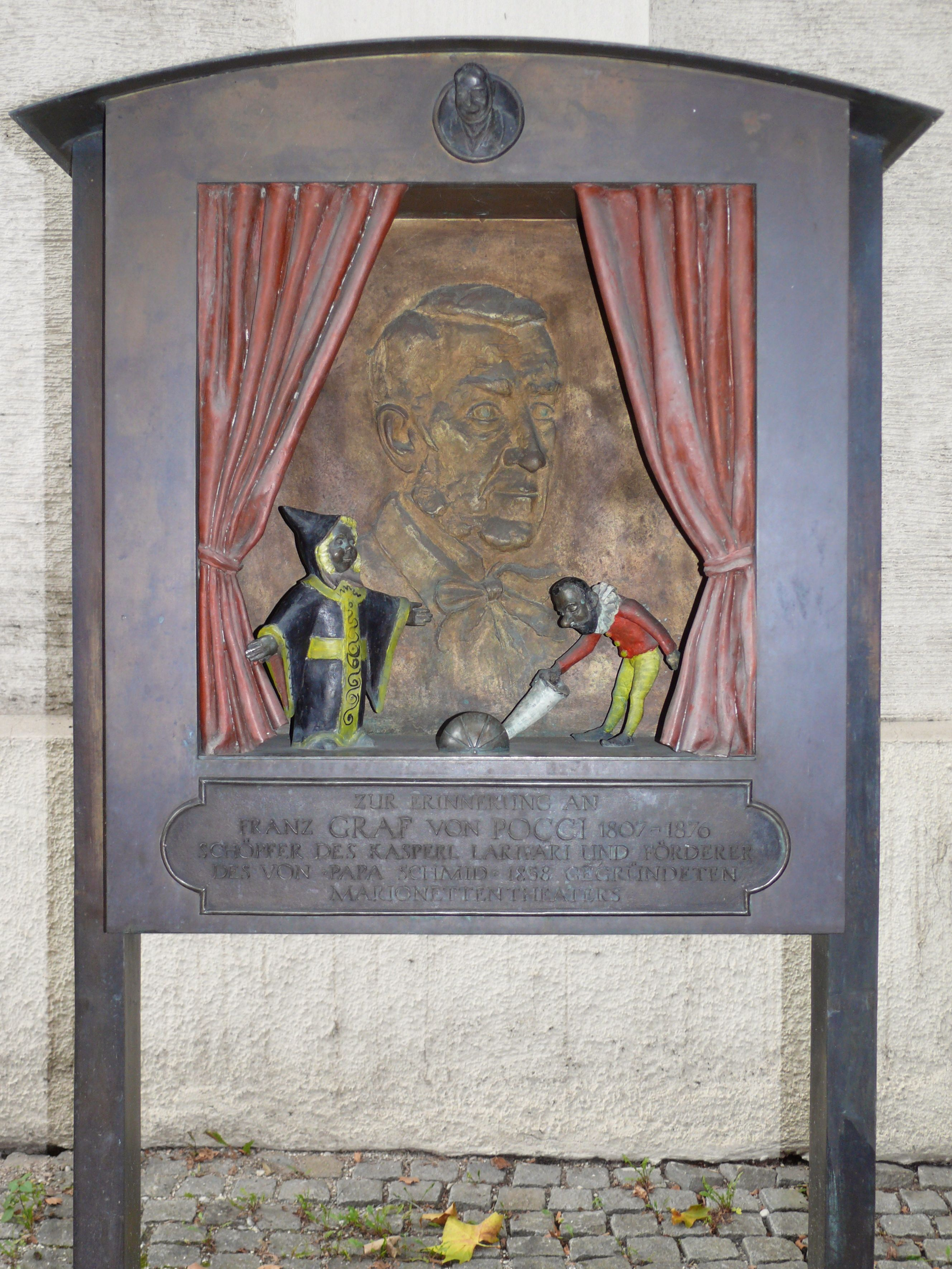
Pocciho pamětní deska na zdi Divadla loutek v Mnichově

Zemřel 7. května 1876 na záchvat mrtvice, který ho postihl při vycházce kolem Starnberského jezera. Pochován byl v rodinné hrobce v kostele v nedalekém Münsingu. 
V Münsingu byla v roce založena Pocciho společnost (Franz Graf von Pocci Gesellschaft), která se zasloužila o postavení pomníku v Münsingu v životní velikosti. Představuje usmívajícího se hraběte, u jehož nohou sedí Kašpárek. Druhý pomník je v Mnichově, nedaleko současné budovy Mnichovského loutkového divadla.

## Dílo
Franz von Pocci je považován za klasika literárního loutkářství, jehož těžištěm byla postava Kašpárka. Napsal více než 40 loutkových her s vlastními náměty nebo ze světa pohádek a pověstí. Spojil komické rysy představení s Kašpárkem s fantastickými prvky tradičních pohádek, aby vytvořil sociální frašky zaměřené na poučení a pobavení dětí. Jedním z jeho nejvýznamnějších původních děl je Zábavná komedie, která obsahuje mimo jiné hry Kašpárek v divočině a Kašpárek v Turecku. Další vytvořil na klasické motivy jako Popelka (Aschenbrödel), Červená Karkulka (Rotkäppchen), Sedm krkavců (Die sieben Raben) nebo Modrovous (Blueabart) podle bratří Grimmů. Postupně mezi roky 1859 až 1877 vyšlo šest svazků jeho loutkových divadelních her pod označením Veselé knížky komedií (Lustiges Komödienbüchlein).  Ačkoli byly tyto kusy psány pro mladé publikum, nebyly jen nevinnými komediemi, ale často hořkými a groteskními satirami té doby.
Byl velmi kreativní a produktivní jako kreslíř i hudební skladatel. Za svůj život vytvořil tisíce převážně maloformátových kreseb, maleb a grafik a složil kolem 600 hudebních skladeb. Jednou z nejznámějších je píseň Wenn ich ein Vöglein wär (Kdybych byl ptáčkem). Zhudebňoval Goethovy básně, v roce 1834 napsal Jarní sonátu (Frühlingsonate), v roce 1835 pak Šest staroněmeckých milostných písní jako jarní pozdrav (Sechs altdeutsche Minnelieder als Frühlingsgruss). Úspěšnější byla jeho tvorba ilustrační.

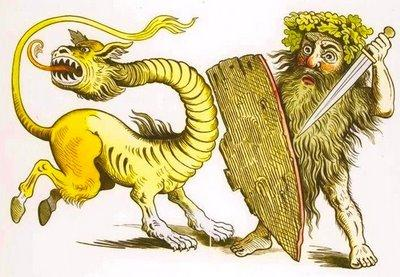
Franz von Pocci: Rytíř, ilustrace pro obrázkovou knihu Lustige Gesellschaft (1876)

Vytvořil nespočet karikatur, fiktivních krajin, a ilustrací. Kreslil také karikatury a žertovné obrázky do časopisu Fliegende Blätter, pro který vytvořil symbolickou figuru byrokrata, pojmenovaného Státní hemoroidarius. Tato postava se stala tak populární, že sebrané kresby mohly vyjít jako samostatná publikace v roce 1857.  Od roku 1849 von Pocci spolupracoval téměř dvacet let s Mnichovskými obrázkovými novinami (Münchener Bilderbogen), pro které vytvořil sérii grafických archů.
Ilustroval mnoho básnických sbírek, pohádkových knih i zpěvníků. V roce 1843 mu vyšla básnická sbírka Básně (Dichtungen) s baladami, romancemi, s lesnickými i dětskými písněmi, Staré a nové lovecké písně (Alten und Neuen Jägerlieder) s ilustracemi loveckých zbraní, oděvů i předmětů denní potřeby, v roce 1845 vyšly Studentské písně (Studentenlieder) a obdobně pojaté Vojenské písně (Soldatenlieder).
V roce 1851 vyšel Pocciho překlad esejí francouzského moralisty Josepha Jouberta Myšlenky, pokusy a pravidla (Pensées, essais a maximes).